# Потрашков, Сергей Васильевич
Сергей Васильевич Потрашков (22 октября 1956, Харьков) — историк, доктор исторических наук, профессор Харьковской государственной академии культуры, болгарист.

## Биография
Родился Сергей Васильевич Потрашков 22 октября 1956 года в г. Харькове в семье инженеров. Отец — Василий Иванович Потрашков (1930—2010) работал в одном из научно-исследовательских центров, впоследствии преподавал в Украинском заочном политехническом институте. Мать — Зинаида Максимовна — всю свою трудовую жизнь посвятила проектированию объектов тяжелой промышленности.
В 1963—1973 гг. С. В. Потрашков учился в Харьковской средней школе № 50.Довольно рано у мальчика возник интерес к посещению памятных мест, музеев, чтению исторической литературы. Таким образом профессиональное направление сформировалось еще в школьные годы. Родные, учителя и друзья знали, что Сергей мечтает быть историком. Избранный путь закономерно привел его в Харьковский государственный университет им. А. М. Горького.
Преодолев большой конкурс абитуриентов, С. В. Потрашков в сентябре 1973 г., в возрасте 16 лет, стал первокурсником исторического факультета. Годы обучения в университете — это поиск своего пути в науку. В результате С. В. Потрашков выбрал специализацию по новой, новейшей истории. Значительную роль в формировании будущего ученого-историка сыграло знакомство с профессором Георгием Иосифовичем Чернявским.
Первые научные достижения С. В. Потрашков получил еще в Студенческом научном обществе. В 1978 г. Сергей Васильевич стал лауреатом всесоюзного конкурса студенческих научных робот — первым и единственным в истории факультета. В этом же году, получив диплом с отличием, С. В. Потрашков начал трудовой путь учителя истории средней школы № 129 г. Харьков.
Работа в школе не только помогла приобрести необходимый профессиональный опыт, но и в определенной степени закалила молодого историка. Но главной мечтой была научная деятельность. Была избрана тема будущей диссертации в области болгаристики — отрасли исторической науки, которой давно славился Харьковский университет.
В 1980 С. В. Потрашкова переведен на работу инструктором отдела учащейся молодежи Харьковского обкома комсомола, где он получил специфического опыта так называемой аппаратной работы, при этом не прекращая работы над научной темой. С. В. Потрашков часто работал в библиотеках, участвовал в научных конференциях, в том числе во всесоюзных конференциях историков-славистов в Ужгороде (1982) и Харькове (1985). Ситуация изменилась в январе 1986, когда С. В. Потрашков начал свою преподавательскую деятельность в Харьковском медицинском институте. На кафедре общественных наук он работал с 1986 по 1993 гг. Занимал должности ассистента, преподавателя, старшего преподавателя. Теперь стало возможным непосредственно приобщиться к научной работе. При содействии ректора Харьковского медицинского института профессора А. Я. Цыганенко в 1987—1988 гг. поступил в аспирантуру при кафедре новой и новейшей истории Донецкого государственного университета, что имело решающее значение для завершения диссертации, которую С. В. Потрашков успешно защитил в марте 1989 г. в специализированной ученом совете Харьковского государственного университета. После завершения работы над диссертацией болгаристика была главной в научном творчестве С. В. Потрашкова. Он принимал участие во всесоюзной конференции славистов в Минске (1988), и, ІІ и ІІІ Дриновские чтениях в Харькове (1988, 1991, 1994), конференции «Болгарская культура сквозь века» в Москве (1992).
Также С. В. Потрашковым были написаны в 1991—1995 гг. статьи для журнала «Позиция», харьковских газет «Время» и «Слободской край», посвященные истории слободского казачества и других военных формирований, которые возникли на Харьковщине. Эти материалы заинтересовали не только историков и краеведов, но и широкие общественные круги. В августе 1993 г. С. В. Потрашков занял должность старшего преподавателя кафедры всеобщей истории и музеологии Харьковского государственного института культуры, которую возглавлял профессор Г. И. Чернявский. Институт в 1998 году был реорганизован в Харьковскую государственную академию культуры. Работая на музейном отделении ХГАК, С. В. Потрашков преподавал различные курсы: новой истории зарубежных стран, истории России, современной истории, истории костюма, предметов быта и оружия, методики преподавания истории в школе, проводил семинарские занятия по истории Украины. Руководил музейно-экскурсионной, производственной, педагогической практиками студентов. В то же время продолжал научные исследования. В 1996 г. С. В. Потрашков получил ученое звание доцента. В этом году, получил грант международного фонда «Открытое общество», который предоставил возможность посетить Болгарию и работать в архивах и библиотеках. Это стало основой для будущей докторской диссертации. Но болгаристика ни была единственным направлением научных интересов С. В. Потрашкова. С 1997 г. он регулярно участвует в научных конференциях в Бородинском военно-историческом музее-заповеднике, посвященных событиям Отечественной войны 1812 г. Выступления и публикации по проблематике войны 1812 г. привлекли внимание и получили положительной оценки коллег-историков из России, Беларуси, Польши. С. В. Потрашков сосредоточил внимание на аспектах, которые не получили в то время должного раскрытия: судьба военнопленных наполеоновской армии, отношение к войне украинского, польского, еврейского населения юго-запада Российской империи, биографии «забытых» героев войны.
В 1998 г. в харьковском издательстве «Око» вышла первая книга С. В. Потрашкова «Харьковские полки: три столетия истории». Книга знакомила с забытой историей слободских полков, заинтересовала немало читателей. Подавляющее количество тиража распространено по библиотекам и учебных заведениях Харькова и области. Это способствовало приобщению школьной молодежи к истории родного края. Книги попали также в библиотеки и читателей России, Беларуси, Болгарии, Польши, Германии, Франции, США. В 2009 г. книга была переиздана на украинском языке в виде альбома под названием «Слободские полки: история, героика, атрибутика».
С 1997 С. В. Потрашков участвует в аттестации научно-педагогических кадров как оппонент во время защит кандидатских диссертаций. С ноября 2001 по октябрь 2004 гг. С. В. Потрашков находился в докторантуре ХГАК, работая над диссертацией на тему отношений Болгарии с ведущими государствами антигитлеровской коалиции в годы Второй мировой войны. По теме диссертации опубликована монография. Диссертация успешно защищены в специализированном ученом совете Д 64.051.10 Харьковского национального университета им. В. Н. Каразина 14 апреля 2006 г. В ноябре этого же года Высшая аттестационная комиссия Украины присудила С. В. Потрашкову степень доктора исторических наук по специальности всемирная история. После защиты докторской диссертации несколько изменились научные интересы. Внимание к болгаристики уменьшилась, хотя С. В. Потрашков продолжал участвовать в Дриновские и Кирилло-Мефодиевских чтениях, тесно сотрудничать с созданным 2005 г. в Харьковском национальном университете имени В. Н. Каразина Центром болгаристики и балканских исследований им. М. С. Дринова. Главное внимание теперь сосредоточено на исследовании личности выдающегося болгарского полководца Радко Димитриева. По-прежнему среди интересов находится комплекс проблем, связанных с изучением Отечественной войны 1812 года.
С. В. Потрашков первым начал анализ украинской историографии по этому вопросу от XIX в. до наших дней, за что получил признание специалистов, как в Украине, так и за ее пределами. Ученого заинтересовали и новые направления, в частности в области фалеристики. В сотрудничестве с издательством «Око» С. В. Потрашков течение 2007—2009 гг. издал книги: «Иллюстрированный военно-исторический словарь», «Ордена и медали стран мира», «Награды Второй мировой войны», «Награды России», а вместе с издательством «Клуб семейного досуга» в 2011—2012 гг. — «Награды СССР, России, Украины» и «Боевые награды СССР и Германии Второй мировой войны». К созданию этих изданий удалось привлечь коллекционеров и музейных работников. Уникальная информация и качественные иллюстрации обеспечили этим изданием широкий читательский спрос. Они приобрели популярность далеко за пределами стран СНГ и неоднократно переиздавались. Своеобразным отражением новых интересов стало внедрение на музейном отделении ХГАК нового спецкурса — «Фалеристические достопримечательности в теории и практике музееведение».
С. В. Потрашков производит значительную организационную и педагогическую работу по подготовке бакалавров, специалистов, магистров, аспирантов. Он является членом диссертационных научных советов в ХГАК, и ХНУ имени В. Н. Каразина. Более 20 раз он оппонировал на защитах кандидатских и докторских диссертаций. С 2010 по 2018 г. С. В. Потрашков возглавлял кафедру истории Украины и всемирной истории ХГАК. В ноябре 2012 г. ему было присвоено ученое звание профессора. Благодаря своему высокому профессиональному уровню, С. В. Потрашков был приглашен для чтения лекций на кафедру истории Восточной Европы исторического факультета ХНУ имени В. Н. Каразина, где он работал совместителем с 2009 по 2015 гг. В 2010 г. С. В. Потрашков проходил стажировку на историческом факультете Университета имени Кирилла и Мефодия в г. Велико Тырново в Болгарии. С. В. Потрашков является автором и редактором более 270 научных, научно-популярных работ, опубликованных в журналах и сборниках Киева, Чернигова, Ужгорода, Харькова, Луганска, Москвы, Белгорода, Пензы, Смоленска, Елабуги, Уфы, Можайска, Екатеринбурга, Софии (Болгария). Участвовал в авторских коллективах энциклопедий «Отечественная война 1812 года», «Заграничные походы русской армии 1813—1815 гг.» (В 2 т.), «Отечественная война 1812 года и освободительный поход русской армии 1813—1814 годов» (в 3 Т .), «Росія в Першій світовій війні 1914—1918» (в 3 т.), энциклопедического справочника «Харьковщина». Ученый является членом редакционных коллегий «Вестника Харьковской государственной академии культуры», «Дриновского сборника», сборника «Актуальные проблемы отечественной и всемирной истории», журнала «Император». Научную и общественную деятельность С. В. Потрашкова отмечено в 2005 году. Почетной грамотой Харьковской областной государственной администрации и Областного Совета. В 2015 г. Общественный совет при содействии Государственной комиссии по подготовке к празднованию 200-летия победы России в Отечественной войне 1812 года наградила его крестом «За увековечение памяти Отечественной войны 1812 года».